# La Peau trouée
Pour plus de détails, voir Fiche technique et Distribution.
La Peau trouée est un documentaire français réalisé par Julien Samani, sorti en 2005.

## Synopsis
Le travail quotidien de cinq marins de L'Île-d'Yeu partis à bord du Mirador pour une campagne de pêche au requin-taupe au large de l'Irlande.

## Fiche technique
- Titre : La Peau trouée
- Réalisation : Julien Samani
- Scénario : Julien Samani
- Photographie : Julien Samani
- Son : Julien Samani
- Montage son : Alexandre Hecker
- Montage : Pauline Gaillard et Stratis Vouyoukas
- Musique : Franz Schubert (Winterreis, Auf dem fluss)
- Société de production : Avenue B Productions
- Pays de production :  France
- Genre : documentaire
- Durée : 51 minutes
- Date de sortie : 
  - France : 23 mars 2005

## Distinctions
- 2004 : Grand Prix aux Rencontres européennes du moyen métrage de Brive
- 2004 : Grand Prix du documentaire au festival Entrevues de Belfort
- 2004 : Prix Regards neufs au festival Visions du réel de Nyon
- 2005 : Prix Jean-Vigo[1]